# Міжнародний центр графічного мистецтва (Любляна)
Міжнародний центр графічного мистецтва у Любляні (словен. Mednarodni grafični likovni center, MGLC; англ. International Centre of Graphic Arts, Ljubljana) — художній музей в словенському місті Любляна, створений в 1986 році; розташований в особняку Тіволі, проводить Бієнале графічного мистецтва, а також — персональні та тематичні виставки творів сучасного мистецтва; з 2017 року також управляє арт-центром «Švicarija Art Centre».

## Історія і опис
Міжнародний центр графічного мистецтва (MGLC) створений у Любляні 25 грудня 1986 року; він є спеціалізованим музеєм про сучасні художні твори, пов'язані з друкованою продукцією. Основу його колекції сформували в ході проведення у місті серії бієнале графічного мистецтва та друку XX століття. Ініціативу створити спеціальний музей у місті, озвучену мистецтвознавцем Зораном Кржишником, підтримала муніципальна влада. Сам Кржишник став першим директором нового центру, в 2000 році його змінила Ліліана Степанчич, яка перебувала на посаді до 2010 року; Барбара Савенц була директором у 2010—2011 роках, поки Невенка Шивавец не зайняла цей пост.
MGLC взяв на себе кілька взаємопов'язаних і доповнюючих один одного видів діяльності": він піклується про обширні колекції гравюр та художніх книг, випущених після Другої світової війни (в його стінах діють графічні майстерні); він представляє колекцію — роботи з неї доступні для огляду в залах музею; крім того, в будівлі розмістилася і спеціалізована публічна тематична бібліотека. Найбільш відома діяльність закладу — організація Бієнале графічних мистецтв — одного з найстаріших у світі подій в галузі графічного мистецтва.
Влітку 2017 року центр розпочав і свою резидентську програму «Švicarija»: за сприяння влади міста, він відремонтував приміщення в парку Тіволі, в якому розмістилися близько двадцяти робочих студій — деякі приміщення призначені для іноземних художників, охочих пожити і попрацювати в Любляні. Сама резидентська програма діє з 2012 року. MGLC має розвинуту мережу контактів з аналогічними установами по всьому світу — вони призначені для обміну інформацією, видання публікацій, обміну творами мистецтва, а також для спільної роботи над проектами або виставками. Традиційними партнерами є організації, які збирають, зберігають, просувають та виробляють художню графіку й художні публікації. Центр намагається налагодити міжнародне співробітництво і в теоретичній області — шляхом участі у міжнародній конференції «Impact and Southern Graphics».